# برزن (زاکسن-آنهالت)
برزن (به آلمانی: Bräsen) یک منطقهٔ مسکونی در آلمان است که در کسویگ (آنهالت) واقع شده‌است. برزن ۱۶۵ نفر جمعیت دارد.